# Ha Han-sol
Dans ce nom coréen, le nom de famille, Ha, précède le nom personnel Han-sol.
Ha Han-sol (en coréen : 하한솔), né le 24 novembre 1993, est un escrimeur Sud-Coréen. Il pratique le sabre, dont il est champion du monde par équipes.

## Carrière
Membre de l'équipe coréenne depuis 2013, il se distingue au début de la saison de coupe du monde 2018-2019 en gagnant en individuel le tournoi d'Alger. Profitant de la place vacante laissée par le jeune retraité Kim Jung-hwan, Ha Han-sol est sélectionné pour représenter la Corée du Sud par équipes en coupe du monde puis en grands championnats à partir de 2018. Dès ses premiers championnats d'Asie, il décroche le bronze en individuel et l'or par équipes. Il récidive, par équipes, aux championnats du monde où la Corée du Sud, grande favorite, domine tous ses rivaux jusqu'au titre.

## Palmarès
- Championnats du monde d'escrime
  -  Médaille d'or par équipes aux championnats du monde d'escrime 2019 à Budapest

- Championnats d'Asie d'escrime
  -  Médaille d'or par équipes aux championnats d'Asie d'escrime 2019 à Tokyo
  -  Médaille de bronze aux championnats d'Asie d'escrime 2019 à Tokyo

## Classement en fin de saison
| Année | 2013 | 2014 | 2015 | 2016 | 2017 | 2018 | 2019 |
| ----- | ---- | ---- | ---- | ---- | ---- | ---- | ---- |
| Rang  | 379  | 123  | 360  | 82   | 32   | 33   | 14   |